# Tabaccheria

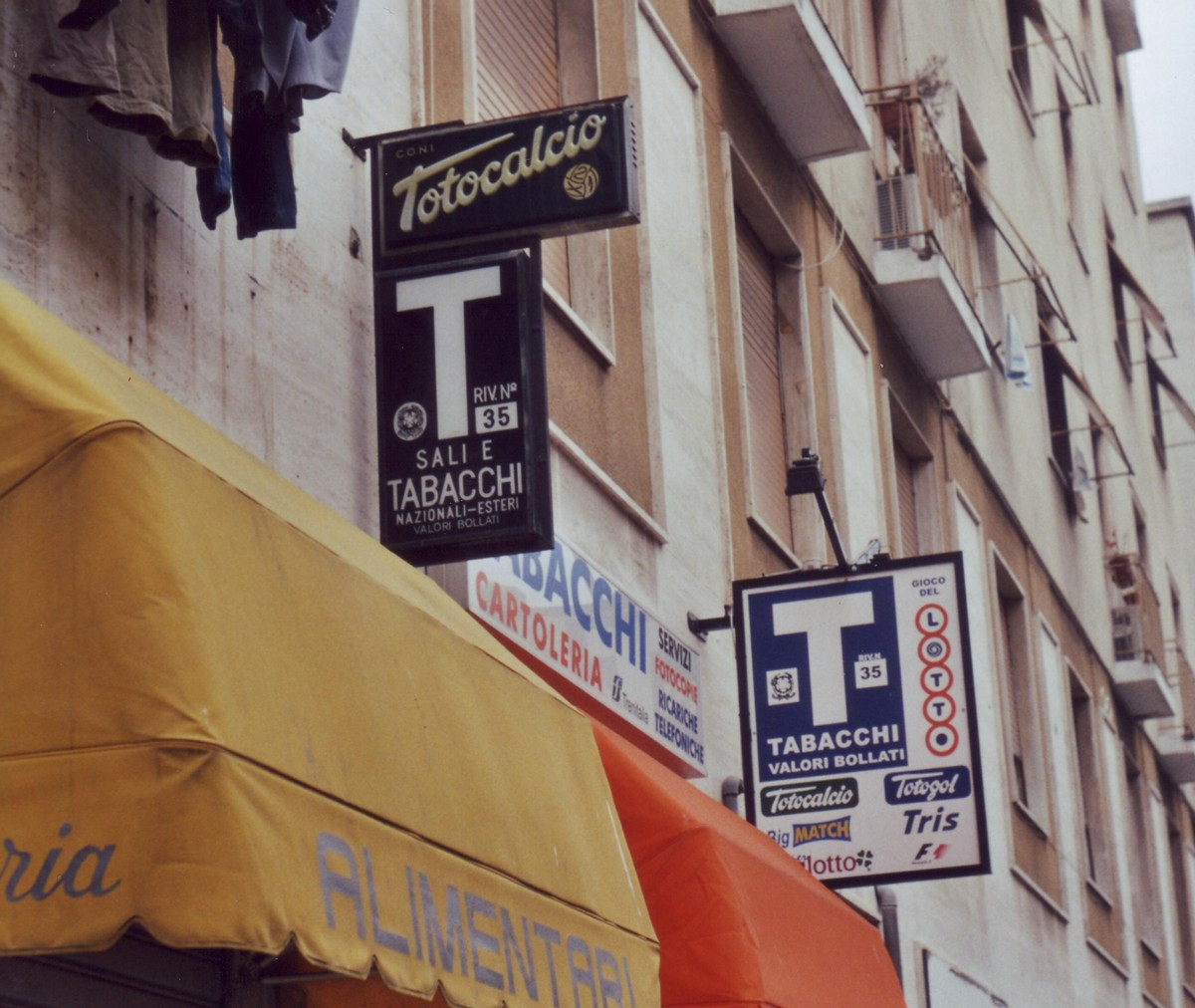
Insegna di una tabaccheria

Una tabaccheria (ufficialmente rivendita) è un negozio dove si vendono sigarette, sigari ed altri prodotti del tabacco, oltre che tutti gli articoli accessori, come fiammiferi e accendini. Spesso sono associate anche alla vendita di valori postali, bollati, ed operano anche come ricevitorie dei giochi pubblici.
Nel corso degli anni hanno offerto vari beni; alla fine del XIX secolo venne affidata alle tabaccherie la vendita del chinino di Stato per porre un argine alla diffusione della malaria. Questa prerogativa proseguì fin dopo il secondo dopoguerra.
Le tabaccherie sono attività sotto concessione statale, quindi il suo gerente o gestore viene nominato dai Monopoli di Stato: per questo motivo, una tabaccheria non si può vendere, ma si può cedere, sottointendendo la gestione. Nel caso di passaggio di gestione ci sono delle regole molto strette che in estrema sintesi possiamo affermare che c'è un cedente (quello attuale) che presenta il nuovo assegnatario. I Monopoli nei 60 giorni successivi alla presentazione della domanda faranno tutte le opportune verifiche per poter concere al nuovo assegnatario la licenza. All'atto di accettazione ci sarà da pagare il cosiddetto novennale (una tassa di gestione).

## Servizi offerti

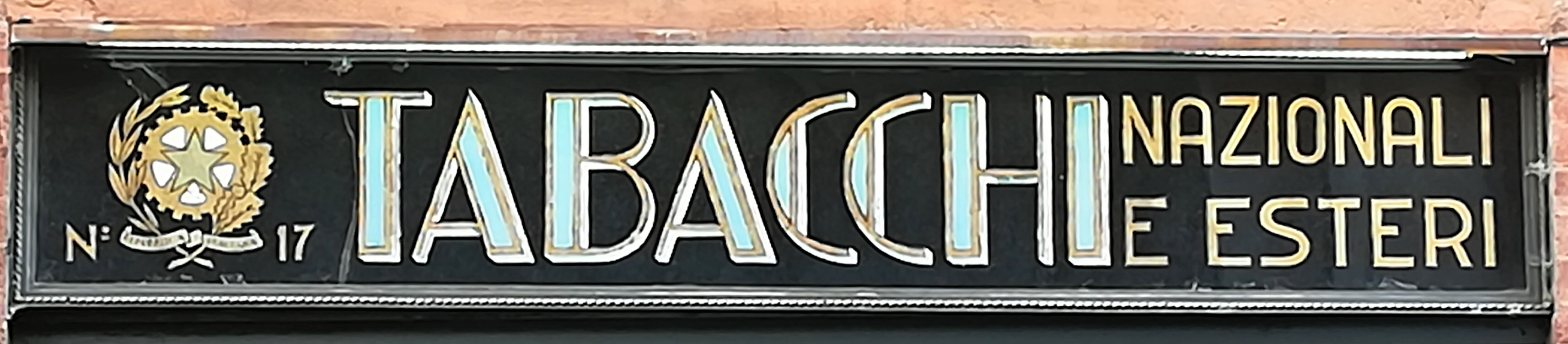
Insegna di una tabaccheria

Attualmente è possibile acquistare molti articoli, quali tabacchi, sale da cucina, valori bollati, contrassegni telematici (ex marche da bollo), ricariche telefoniche, articoli di cancelleria, così come titoli di viaggio per trasporto pubblico; sono anche assegnatarie delle ricevitorie Lotto.
Grazie alle rete informatica di Lottomatica e di altri concessionari come Mooney vengono erogati ai cittadini servizi quali il pagamento del bollo auto, Canone Rai o multe e bollettini di utenze in genere.

## Autorizzazioni
Il titolare di una tabaccheria ha, in linea di massima, due diverse autorizzazioni:
- autorizzazione dell'Amministrazione autonoma dei monopoli di Stato (AAMS) per la rivendita di generi di monopolio;
- autorizzazione comunale per il commercio al dettaglio di altri beni diversi da quelli di monopolio (accendini, carte da gioco, alcuni prodotti di igiene personale, ecc.).

## Tipologie di rivendita
Alle rivendite ordinarie, che riportano la classica insegna con la T su sfondo nero e il numero di autorizzazioni, si affiancano quelle speciali, che si trovano lungo i nodi di trasporto (stazioni, porti, aeroporti, autogrill) e nelle caserme, ma i tabacchi possono essere venduti anche in bar "di rilevante frequentazione" (che però sono tenuti a rifornirsi dalla tabaccheria ordinaria più vicina) e presso i distributori automatici allestiti a ridosso delle tabaccherie.